# عباس‌آباد (یوسف‌وند)
عباس‌آباد یک روستا در ایران است که در دهستان یوسف‌وند شهرستان سلسله در استان لرستان واقع شده‌است. عباس‌آباد ۶۹ نفر جمعیت دارد.

## جمعیت
این روستا در بخش مرکزی شهرستان سلسله قرار دارد و براساس سرشماری مرکز آمار ایران در سال ۱۳۸۵، جمعیت آن ۶۹ نفر (۱۶ خانوار) بوده‌است.